# Le mie parole (Gianluca Grignani)
Le mie parole è una canzone di Gianluca Grignani, estratta nel 2000 come secondo singolo dal suo quarto album di inediti Sdraiato su una nuvola.